# 闘神デビルマン
『闘神デビルマン』（とうしんデビルマン）は、『コミックボンボン』（講談社）1998年11月号から1999年5月号にかけて連載された、永井豪原作、岩本佳浩作画の漫画。
永井の代表作『デビルマン』のリメイク作品にあたる。

## 概要
数多くの他作家によるリメイク作品の中で唯一、テレビアニメ版をベースにしている。だが、「人間の主人公とアモンと言う名前の悪魔が融合してデビルマンが誕生した」などの原作漫画版の要素も含まれており、アニメ版と漫画版、両方のリメイクと言える。また、神代慶とアモンの関係などアニメ版と漫画版の中間的な要素も見られる。
「第一部完」のまま未完であり、発売予定となっていた単行本も発売されないままであったが、18年後の2017年5月に復刊ドットコムより単行本が出版された。いくつかの修正の他、各話ごとの質疑応答と設定資料が収録されている。
単行本の出版に当たり、岩本は「最初はマジンガーZの漫画を描く企画だった」という事情を明かしている。

## ストーリー
デーモン界の支配者ゼノンは人類抹殺を宣言、地球への侵略を開始する。しかし四天魔の1人であるアモンは人間を戦う必要の無い弱い存在として拒否し、逆にゼノンに襲いかかるがその圧倒的な力の前に敗北を喫する。デーモン界を追放されて数々の刺客と戦い続けながら、瀕死の重傷を負って人間界へと逃れてきたアモンは、そこで人間の少年、神代慶と出会う。アモンを助けたことが原因でデーモン族に狙われた慶は、しかし怯えながらも友人を逃がすために勇気を振り絞って囮となる事を選ぶ。彼の強い意志に見合った強い力が備わればどうなるのか。興味を抱いたアモンは慶を救うために彼と合体し、デビルマンとなってデーモン族との戦いに身を投じる。

## 登場人物

### 主人公
神代慶（かみしろ けい）
この物語の主人公格。デビルマンに変身する中学生。年齢は15歳。
夜に公園で1人ヨーヨーの大会に向けての練習中に刺客を倒し墜落してきたアモンと出会い、彼を助け、お礼に彼の血の入った小瓶を貰う。その後、友人のオクヤスと遊んでいたところを、アモンの移り香を嗅ぎ付けたデーモン族の刺客に襲われるが、このとき怪我の影響で足の不自由なオクヤスに血を与え、自身が囮になる。
偶然、その場に駆けつけたアモンはその闘志に興味を持ち融合。異形の姿に変身した慶は自らデビルマンを名乗り刺客を撃破する。以降はデビルマンとして、デーモンから大切な人たちを守るために戦う事を決心する。
変身中はやや口調の荒い熱血漢になるが、変身前はやや天然で陽気な性格の少年。その性格からか年下の子供に人気がある。しかし、一方で強い正義感や勇気と闘志を持つ。要領の悪い一面があり、オクヤスが車いすで座りながらヨーヨーができないのを見て、車いすを持ち上げてヨーヨーをさせるなど無茶苦茶なところがあった（他のギャラリーから「糸を短くしたらいい」とアドバイスをされた事で悩みは解決された）。
将来の夢は、「自分と客が商品で遊べるおもちゃ屋」を創業すること。アルバイト先の模型店「Let's（レッツ）」では無断で商品を開けては、従姉の綾に叱られている。
第2回と第3回の変身の際にポーズこそ異なるが、TV版デビルマンと同じ「デビル」の掛け声を使用している。しかし、それ以降は掛け声や変身シーンは略され、一瞬で変身することが多くなる。
原作漫画版『デビルマン』の主人公不動明はアモンの意識を乗っ取り、アニメ版では逆に悪魔の戦士デビルマンが不動明の意識を乗っ取り、それぞれ相手の肉体を奪っているのに対し、慶は原作漫画版・アニメ版の中間で、融合したアモンと共生しているのが特徴（とは言え「悪魔側が勝手に融合した」という点では各メディアの不動明と共通している）。ただ、その影響で大食いになっている。
初期の構想では運動音痴な小学生だったが、小学生に悪魔の力を与えるのは重いと判断され中学生となった。これを受けて「主人公・ヒロイン・男の子」という原作に合わせる形で綾、オクヤスが配置された。

アモン
もう1人の主人公。デーモン族の支配者ゼノン直属の配下、四天魔の1人だったが、ゼノンに戦いを挑むために近づくことが目的で四天魔入りしただけだった。
ゼノンが人類抹殺を宣言した直後に本心を明かし、戦いを挑むが返り討ちに遭い、数々の刺客と戦いながら人間界へとやって来るが、人間界では環境が合わないのか超自己治癒能力が働かず、戦いで負ったダメージから慶が居た公園に墜落。慶に助けられ、お礼にその治癒能力の源である血を小瓶に入れて渡している（デーモンの血は人間には万能の秘薬となる）。
当初、人間を戦う価値も無い弱い存在と見なしていたが、オクヤスにアモンの血を飲ませて逃がし、自らは囮になって重傷を負った慶に「そんなことをしても人間はいずれ皆デーモンに殺される」と告げた際に彼が雑鬼兵に対して見せた（デーモンと違い殺戮に起因する闘争心を持たないはずの）人間としては意外な強い闘志に「その闘志に見合う力があったら何をするか」と興味を持ち、彼と融合する。以降は慶の戦いを彼の目を通して見ているだけだったが、時折ケルベロスのことやシレーヌが洗脳されていることを教えるなど、助言をする。しかし、融合した理由が理由だけに基本的には非干渉。
また慶とは共生しており、彼が食べた食事がアモンの空腹も満たすようで、時折、慶の手足だけ操って食事の量を増やそうとする。
姿形は原作漫画版の不動明が変身するデビルマンと瓜二つである。

### 慶の身近な人々
杜野綾（もりの あや）
この物語のヒロイン格。慶の従姉妹。「綾姉（あやねえ）」と呼ばれている。
父親は模型店「Let's（レッツ）」の有力者で、中学生である慶がアルバイトとして雇用されるように働きかけた。そのため、慶が店の商品で客の子どもたちと遊ぶことを快く思わず、「口より先に手が出る」ことが多い。ただし、慶の方もそれほど嫌われている様子はない。むしろアニメ映画に誘われることから、良好な関係と言える。
実は慶に片想いしており、オクヤスをはじめとする子どもたちにはバレている。しかし、綾本人が素直になれない性格で、慶もまた恋愛方面には疎いため、「仲の良い姉弟」の域を出ていない。
裏設定では役者志望であり、本編中も1カットだけ芝居の台本を見て書き込みを行っているシーンが描かれている。

望月オクヤス（もちづき おくやす）
慶の年下の友達。怪我の影響で足が不自由になっていたが、慶からアモンの血を飲まされたことで、歩けるようになった。
連載第1回では、アモンの血液入り小瓶を持っていた慶の巻き添えでデーモンに襲われた。第2回と第5回では「デビルマンの友人」ということで、デーモンの攻撃対象にされた。なお、第2回ではデーモンに襲われた記憶を消されたが、第1回と第5回ではデーモンに襲われた際の記憶を消されるシーンが存在していない。そのため、記憶を消されていないのにデーモンの存在を認識していないという矛盾が生じた。
他の「慶の友達」に比べて慶から優遇されている。また、狡魔ヴィルフェからも、デビルマンを挑発する材料として目をつけられたが、他の「慶の友達」は見向きもされなかった。

慶の母親
神代慶の母親で、名前は明言されず。息子がデビルマンであることは知らない。
深夜、勉強の合間に摂る夜食（実は、マジクの食事）を頻繁に要求する慶の姿に、勉強をがんばっていると感心する。

### デビルマンの仲間
マジク
元はアモン討伐に派遣された雑鬼兵の生き残り。雑鬼兵バダキに従属していた。
デーモンとしては最下層なほど身体能力が低い反面、野心や向上心は強く、バダキを利用して伸し上がるつもりでいたが、バダキにはその考えを見抜かれていた。
当初は慶に近づき信用させた上でバダキの巣まで誘き寄せる作戦だったが、自分を心から信じる慶の姿と、バダキから切り捨てられたところを慶に救われた事で、以後はその「知恵」を提供するパートナーとなる。
外形がマスコット人形のような姿をしており、仲間になる直前にオクヤスにマジクのことを尋ねられた際に、慶は咄嗟に「自作のキーホルダーにつけるマスコット」と答えたため、仲間になって以降は慶のキーホルダーのマスコットに化けて外出にも同行している。
なお、オクヤスいわく「不細工」。

ケルベロス
アモンの相棒で、ザンニンに氷漬けにされていた。
普段は三つ首の猛犬デーモンだが、場合によっては一つ首の三体の猛犬デーモンに分離する。
ザンニンのもとから人間界へと逃亡し、デビルマンを成長させたいヴィルフェの策略によってデビルマンと再会、以後は共に戦うパートナーとなる。
デビルマンと融合する事も可能でその際はデビルマンの下半身になる。
デビルマンと融合すると三つの口から雑鬼兵ヒムカの外郭さえも打ち抜く、光線を撃つ（融合しなくても撃てる可能性はある）。

### デーモン族
その起源は不明だが、「デーモン界」という異次元空間を本拠地としている。その点において他の『デビルマン』作品のデーモンが「氷河の中で眠っていた異種族」や「進化した地球人類」とされるのに対し、唯一「異次元からの侵略者」という設定がなされているのが特徴である。
「人間狩り」と称して人間界に出没し、人間を殺傷あるいは捕食する。また、人間の「負のエネルギー」を凝縮させて「ゾムダーク」という固体を作り、それを食することで己の力を高めることが可能である。
「暴魔軍」「妖魔軍」「卑魔軍」「狡魔軍」の4軍で編成されており、「大魔皇」を頂点に、一軍を率いる「四天魔」、その補佐役「紅蓮将」、実働員の「雑鬼兵」の4階層に分かれている。
なお、原作漫画版デビルマンにおける大魔神サタンのような「デーモンの神」が存在するかは不明だが、当初の構想では後々に登場させられればと考えられていた。
大魔皇ゼノン
デーモン族の最高権力者で、アモンをも圧倒的に上回る実力の持ち主であり、カリスマにも優れ、部下の忠誠心に免じて猶予を与える寛容さも持つ。TV版『デビルマン』同様に具体的な姿は描かれずシルエットのみとなっている。
サタンがデーモン族の神である以上、これは別格であるから、デーモン族の長としてゼノンが大魔皇として登場することとなった。

暴魔ザンニン
最高幹部「四天魔」の一人で、暴魔軍を率いる。大好物の「消化しかけ人肉」を食らうためには部下を虐殺することも厭わない、名前の通り「残忍」な性格をしている。
アモンの相棒であるケルベロスを捕獲し氷漬けにしていたが、手を滑らせて氷を砕き、逃走された。配下の雑鬼兵を派遣してケルベロスを追跡するが、亜空間で返り討ちにされ、自軍に大損害を負わせることになった。
TV版デビルマンに登場した魔将軍ザンニンのリメイク。アニメ版のザンニンに比べ、顔などは獣然としている。これは作者が原作アニメ版で一番印象深かった幹部級デーモンであるため。また、武器は尻尾を使ったムチだったアニメ版と異なり、両手についたカマとなっている。さらに妖将軍ムザンの要素として腹部に口というデザインが取り入れられている。

妖魔パラゾネス
最高幹部「四天魔」の紅一点で、妖魔軍を率いる。アモンの後釜として四天魔に昇格した（つまりアモンはかつては妖魔軍を率いていたことになる）。ザンニンに痛めつけられるケルベロスとそれを行うザンニンを嘲笑ったこともあった。
なお、アニメ版デビルマンでは魔将軍ザンニンよりも格上の女性幹部・妖元帥レイコックが登場していたが、本作のパラゾネスはザンニンから「新入り」呼ばわりされている。

卑魔ギャルドン
最高幹部「四天魔」の一人で、卑魔軍を率いる。
デビルマンと戦うなどの活躍はない。
狡魔ヴィルフェ
最高幹部「四天魔」の一人で、狡魔軍を率いる。本編におけるライバルキャラクターであり、最後の敵。
反逆したアモンを「超自己治癒能力を封じるため」と称して、数多の雑鬼兵ごと人間界に転送した。ゼノンからは独断専行を咎められながらも、自身の右腕を切り落とすことで忠誠心を示し、期限付きでアモンを始末することを命じられた。調査の過程でアモンが慶と合体したデビルマンの存在を知るが、ゼノンや他の四天魔には知らせていない。
デーモンでありながら人間風の武器や城を好むため、ザンニンからは「人間かぶれ」と陰口を叩かれているが、それもそのはず、ヴィルフェも元は人間であり、別のデビルマン。
慶のデビルマンと同じく人々の無念を取り込む能力を持っており、体内に人間だった頃に殺害してきた幾万もの亡者の怨念を蓄えている。右腕の義手を取り外すことでこの怨念を噴出させ、デビルマンを苦しめた。また、鎧兜を身につけたデーモンとしての姿ではなく、（慶とアモンのデビルマンに酷似した）デビルマンとしての姿も有している。
その目的は「デビルマンのゾムダークを捕食して力をつけ、ゼノンを倒して人間界とデーモン界を支配する」ことだった。だが、死の間際になっても慶に恐怖はなく、かわりに彼を生かす人々の絆によって立ち上がるために失敗。最期は慶とアモンに絆が芽生えたことでパワーアップしたデビルマンのデビルビームによって消滅した。
彼と融合した人間は織田信長であることが示唆されているが、作中では明言されていない（単行本の質疑応答でも「織●●長」と一部伏字にされている）。候補として豊臣秀吉や平将門も考えられていた。

紅蓮将シレーヌ
最高幹部「四天魔」を補佐する「紅蓮将」の一人。また、アモンが認めるほどの実力を持つ、誇り高き女デーモン。慶いわくアモンと同じ波動を持つ「友達」。
アモンが人間界へ逃げた後は上司に当るヴィルフェに洗脳されていたが、デビルマンに助けられる。
その後はデビルマンの行く手を阻む狡魔軍を蹴散らし、彼がヴィルフェを倒しに向かう手助けをする。
ヴィルフェが倒され、彼の城が崩壊する様を見届け「次からは敵同士だ」と言い残して飛び去っていった。
当初の構想ではその後で味方になり、家庭教師か学校の教師として人間界に潜む予定だった。人間の姿に不慣れなため怪力でよく物を壊してしまうという設定画が残されている。
歴代で初のデビルマンと共闘した「シレーヌ」であり、また人間体となって主人公の近くに潜伏するという要素は『デビルマンG』でも登場した。

雑鬼兵ガイキ
胸部に猛犬の頭部を生やした大男デーモン。アモン討伐に派遣された雑鬼兵の生き残り。
飼い主とペットの犬を融合させて人面犬（正確には、首から上が人間のままの
「人頭犬(じんとうけん)」状態）に作り変えて、その絶望からゾムダークを作り、力を蓄えていた。）
オクヤスを人頭犬にした上に体に傷をつけて文字を書き、挑戦状として送った事で慶の怒りを買い
「ザコには勿体無い」と言わせた大技デビルバレットで貫かれた。
(本編終盤でガイキが倒されたことで、オクヤスは融合された犬と分離し元の身体に戻ったものの、
他に人頭犬にされた飼い主達も彼同様、飼い犬と分離し元に戻ったのかどうかが一切描かれておらず、
不明のままとなっている。)

雑鬼兵バダキ
蜘蛛のような下半身のデーモン。アモン討伐に派遣された雑鬼兵の生き残り。
ビルの中にあるカラオケボックスに巣をつくり、やって来た客を食い殺し力を蓄えていた。マジクを囮に使い、慶をおびき寄せるが手柄を独り占めにしようと、マジクを切り捨て殺そうとした。最後は食い殺された死体にデビルマンが炎を宿らせ放った、シャーマニックファイヤーで焼き殺される。

雑鬼兵ヒムカ
山脈のような形状のデーモン。狡魔軍の雑鬼兵。知性などなく、食欲だけで動く存在だという。
映画館に乗り移り、綾やオクヤスを初めとする観客をゆっくりと食い殺そうとした。
本体は虚弱だが、反比例して頑強な外郭を有している。その外郭の強度はデビルマンのデビルバレットさえも弾き返すが、乱入してきたケルベロスと融合したデビルマンの砲撃で撃ちぬかれた。

## デビルマン
本作では人間の少年、神代慶の強い闘志に興味を持った悪魔アモンが融合することで誕生した。
その姿は初期は両腕が非対称であり、装甲のような物に包まれた右腕がアモンを、人間とほぼ変わらない左腕が慶を表す姿となっていた。また、アモンは融合したが力を与えているだけであり、慶とアモン、両者の自我はそのままになっているが、変身すると慶の性格や口調に変化が生じる。融合解除もアモンの意志で自由に行えるらしく、最終回直前のシレーヌ戦で洗脳されたシレーヌの自我からのテレパシーを受け、シレーヌを殺すか殺さないかで慶とアモンが対立した際、シレーヌを殺すためにアモンは躊躇なく慶から分離した。
その後シレーヌとの戦いでピンチに陥ったアモンを慶が捨て身で庇い、重傷を負いながらも戦いを止める理由を、慶は「シレーヌはアモンの友達だから」と答えたことで慶の闘志の源である友情をアモンも自覚し、2人に絆が芽生え、再び融合し変身した姿はTV版デビルマンに近い姿にパワーアップした（連載当時のアオリ文句によると、この姿の名前は「真デビルマン」とされていた）。パワーアップ後のデビルマンはTV版に近い姿ながら、金色の長髪や腰部はパンツではなく体毛に覆われているなど、アレンジが施されていた。飛行も可能。また、最終回においてデーモンの最高幹部「四天魔」の一人、狡魔ヴィルフェが慶以前にデーモンと融合したデビルマンであることが判明する。
人とデーモンの求めるものが一つになったことで真のデビルマンになれるという設定であり、この状態となったデビルマンのゾムダークを奪うことがヴィルフェの目的だった。

### デビルマンの技
アニメ版デビルマンと同名の技もあるが、内容は異なっている。これは技名に即した技にしようという意図があったことが単行本で述べられている。
デビルカッター
右腕の装甲の一部を変形させて放つブーメラン状のカッター。
デビルアロー
右腕の装甲を弓型に変形させて放つエネルギー弾。連射可能。TV版と異なり超音波ではない。
デビルウェーブ
翼を振動させて超音波で周囲を破壊する。雑鬼兵ガイキ戦でガイキがテリトリーとしていた洞窟を崩壊させるために初めて使用した。
デビルバレット
右腕の装甲を展開して全身を覆い、弾丸のような形状となって右手から突進する大技。初使用は第2回の雑鬼兵ガイキ戦で、この際に「ザコにはもったいない技」とデビルマンは発言している。雑鬼兵ヒムカ戦ではその外郭に弾き返され、逆に腕を負傷した。
長らく「デビルバレード」という名称だと思われていたが、単行本版において、デビルバレットという技名を叫んだことでデビルバレードというセリフになったことが明かされ、それにあわせてセリフも「デビルバレーット」に修正された。
浄化の拳（正式名称不明）
武装していない左で放つパンチで相手がゾンビの場合、その者の魂を浄化できる。
シャーマニックファイヤー
殺された人々の亡骸にデビルマンの発した炎を燃え移らせ、炎を纏った頭蓋骨を相手に叩きつけ、その頭蓋骨にある魂の浄化も行う。雑鬼兵バダキ戦で使用した。なお、この炎に関してデビルマンは「俺の怒り」と発言している。
ケルベロス光線（正式名称不明）
ケルベロスと融合して撃つ光線。ケルベロスがデビルマンの下半身となり、ケルベロスの三つの口から同時に光線を撃つ。その威力はデビルバレードの通じなかった、雑鬼兵ヒムカの外郭を撃ち抜くほど。
エネルギーカッター（正式名称不明）
パワーアップ後に雑鬼兵の大群に放った三日月状のエネルギーカッター。一発で大群を蹴散らしていた。パワーアップしたデビルカッターとも言われているが、詳細不明。
デビルビーム
ヴィルフェとの決戦で使用した光線。全身からエネルギーを相手に向かって一直線に発射する。
連載時は「撃」の書き文字だけで名称は不明だったが、単行本化に際して「デビルビーム」に修正された。